# Droit napoléonien
Le droit napoléonien est un type de système juridique, sous-catégorie du droit romano-civiliste, regroupant les systèmes juridiques apparentés à celui fondé lors de la révolution française dont l'aboutissement sera les codes napoléoniens.